# Šume brdskog pojasa Hrvatske
Brdski pojas ili montani pojas dio je Eurosibirsko-sjevernoameričke regije u fitogeografskoj raspodjeli Hrvatske koji zauzima prostore iznad 350 m nadmorske visine u panonskom dijelu, odnosno iznad 600 m nadmorske visine u Dinaridima. Gornja granica leži između 700 i 900 m nadmorske visine. Prosječna godišnja temperatura kreće se između 7 i 9 °C, a prosječna količina oborina iznad 1200 mm, s tim da u dinarskom području može dostići i bitno veće vrijednosti.
Dominantna drvenasta vrsta ovog pojasa je bukva. Slično kao i u prethodnom pojasu, zbog različitih ekološko-klimatskih prilika razlikuju se tri grupe šumskih zajednica:
- Neutrofilne bukove šume ilirske vegetacijske zone. (biljna zajednica Lamio orvalae Fagetum)
- Acidofilne bukove šume srednjoeuropske vegetacijske zone. (biljne zajednice Luzulo-Fagetum i Blechno-Fagetum)
- Primorske bukove šume paramediteranske vegetacijske zone. (biljna zajednica Seslerio-Fagetum).

Iz već prethodno opisanih povijesno-ekoloških razloga, bukove šume ovog područja s obzirom na bogatstvo vrsta i izuzetno bujnu razvijenost čine najljepše bukove šume u Europi.

## Brdske šume bukve (Lamio orvalae Fagetum)
Ovaj tip šuma rasprostranjen je u kopnenom dijelu Dinarida, na Kordunu i Banovini, te na panonskom gorju sjeverozapadne Hrvatske u rasponu nadmorskih visina od 400 do 800 m. Raste na ravnim terenima i različito eksponiranim, ali ne suviše strmim padinama. Predstavlja jedan od gospodarski najvažnijih tipova šuma.
U dinarskom području najčešće raste na smeđim tlima i karbonatnim crnicama, a u panonskom području na raznim tipovima tala, no najčešće na distričnim smeđim dubokim tlima i na luvisolima na silikatu.
U sloju drveća prevladava bukva, ali su česti i hrast kitnjak (Quercus petraea), obični grab (Carpinus betulus), gorski brijest (Ulmus glabra), javori (Acer platanoides i Acer pseudoplatanus), te obični jasen (Fraxinus excelsior). Sloj grmlja najčešće je vrlo bogat i u njemu, između ostalih, rastu kozokrvine (Lonicera xylosteum i Lonicera alpigena), božikovina (Ilex aquifolium), crvena bazga (Sambucus racemosa), likovci (Daphne laureola i Daphne mezereum) i širokolisna kurika (Euonymus latifolius). U prizemnom sloju raste izuzetno velik broj vrsta, pa se može reći da upravo ovaj tip šume ima najbogatije razvijeni prizemni sloj u odnosu na sve druge tipove šuma u Hrvatskoj. Posebnu specifičnost tom sloju daje vrlo velik broj ilirskih vrsta koje su endemi sjeverozapadnog dijela Balkana. Neke od tih vrsta su mrtva kopriva (Lamium orvala), volujsko oko (Hacquetia epipactis), kranjski bijeli bun (Scopolia carniolica), kranjska mlječika (Euphorbia carniolica), mišje uho (Omphalodes verna), mnogolisna režuha (Cardamine polyphylla) i dr.
Dok je većina srodnih bukovih šuma u srednjoj Europi pretvorena u kulture smreke, kod nas su one sačuvane u gotovo prirodnom stanju što je također jedna od posebnosti ovoga prostora.
Brdska bukova šuma, s obzirom na ekološke prilike na staništu, dosta se međusobno razlikuje. Razvijena je na toplijim i hladnijim položajima, na plićem i dubljem tlu, a reakcija tla može također varirati. Svi ti čimbenici utječu na sastav zajednica. Antropogeni utjecaj, prije svega sječa, može isto tako biti izražen. Degradacijom tih šuma nastaju panjače, odnosno šikare u kojima obilno rastu lijeska (Corylus avellana) i breza (Betula pendula).

## Šume bukve s bekicom (Luzulo-Fagetum)
Rastu na strmim, najčešće sjevernim padinama, na nadmorskim visinama do 800 m. Razvijaju se na kiselim tlima iznad silikatne podloge ili na dubokim ispranim
tlima iznad karbonatne podloge. Rasprostranjene su osobito u gorju sjeverozapadne Hrvatske (Macelj, Ivanščica, Medvednica, Samoborsko gorje, Papuk, Psunj), dok su u Gorskom kotaru i Lici razvijene na vrlo malim površinama radi prevladavajuće vapnenačke geološke podloge.
Za razliku od prethodno opisanih brdskih bukovih šuma, acidofilne bukove šume su vrlo jednoličnog sastava, znatno siromašnije vrstama i vrlo uniformne na području cijele Europe. Razlog tomu je kiselost tla koja nepovoljno djeluje na razvoj većine biljnih vrsta, a uz to kisela tla su redovno i vrlo siromašna hranjivim tvarima.
U sloju drveća dominantna je bukva. Na manjim nadmorskim visinama uz bukvu mogu rasti još i hrast kitnjak, pitomi kesten i breza, a na većim nadmorskim visinama jela i smreka. Sloj grmlja je vrlo slabo razvijen i u njemu najčešće rastu borovnica (Vaccinium myrtillus) i žutilovka (Genista tinctoria). U prizemnom sloju raste također mali broj acidofilnih vrsta, npr. bekica (Luzula albida), runjike (Hieracium sylvaticum i H. racemosum), bujad (Pteridium aquilinum), kupine (Rubus spp.) i više vrsta mahovina.

## Primorske šume bukve (Seslerio-Fagetum)
To je bukova šuma visokog krša, a razvija se na skeletnim karbonatnim tlima. Zauzima velike prostore na primorskim padinama Dinarida iznad šuma hrasta medunca i crnog graba. Čini graničnu šumsku zajednicu između mediteranske i eurosibirsko-sjevernoameričke regije. Raste na južnim padinama Dinarida, od Istre preko sjevernog i srednjeg Primorja do Biokova. U Lici, na toplim staništima raste kao ekstrazonalna zajednica.
U sloju drveća i ovdje je dominantna bukva (Fagus sylvatica), a rastu još i crni grab (Ostrya carpinifolia), crni jasen (Fraxinus ornus), javor gluhač (Acer obtusatum), te gorski javor (Acer platanoides). U sloju grmlja česte su crna udikovina (Viburnum lantana), drijen (Cornus mas), bradavičava kurika (Euonymus verrucosus). U sloju prizemnog raslinja dominantana je jesenska šašika (Sesleria autumnalis) koja, slično kao i u šumi crnog graba, tvori gusti zeleni sag. Osim nje, česte su i pčelinja ljubica (Melittis melissophyllum), prstasti šaš (Carex digitata), šarena kukavičica (Lathyrus venetus), šumarica (Anemone nemorosa), kao i velecvjetna gorska metvica (Calamintha grandiflora).

## Reliktne šume lipe i tise (Tilio-Taxetum)
Ovo je reliktna šumska zajednica koja se u sjeverozapadnoj Hrvatskoj održala kao trajni stadij. Razvijena je na Medvednici, Kalniku, Ivanščici, Maceljskoj gori, Samoborskom gorju, i sjevernom dijelu Gorskog kotara. Raste u pojasu brdske bukove šume, na strmim, razlomljenim vapnenačkim blokovima, na sjevernim ekspozicijama. Tlo je plitko, humusno i vapnenasto. Sloj drveća nije kompaktan i u njemu uz velelisnu lipu (Tilia platyphyllos) i tisu (Taxus baccata), rastu i bukva, crni jasen i mukinja. U sloju grmlja rastu vrste koje inače rastu u brdskim bukovim šumama na karbonatnoj podlozi, a u sloju prizemnog raslinja uz vrste bukovih šuma rastu i vrste termofilnih šuma crnog graba i hrasta medunca. Specifična je i endemična vrsta, kalnička šašika (Sesleria kalnikensis), kao i dvije paprati, jelenov jezik (Phyllitis scolopendrium) i oslad (Polypodium vulgare).

## Reliktne šume crnog bora
Predstavljaju ostatke starih šire rasprostranjenih predledenodobskih šuma. Preostale su samo na tzv. refugijalnim prostorima, tj. prostorima koji su tijekom ledenih doba zadržali povoljniju mikroklimu, te na njima nije došlo do izumiranja crnog bora (Pinus nigra). Sačuvale su se na području Biokova, Velike i Male Paklenice, te na sjevernom Velebitu u Senjskoj dragi. Za njih je značajno da u svom flornom sastavu imaju niz mediteranskih vrsta. U kontinentalnom području šume crnog bora postoje u Borovoj dragi na Obruču iznad Grobničkog polja i na padinama Male Kapele, na
širem području Rudopolja i Vrhovina.
Razvijene su na karbonatnoj i dolomitnoj geološkoj podlozi.